# Non olet
 Non olet  лат. (изговор: нон олет). Не смрди. (Веспазијан)

## Поријекло изрека
„Не смрди“,мислећи на новац од пореза на јавне  нужнике -клозете, рекао је римски цар Веспазијан, своме сину  Титу  пошто му их је овај замјерао.  (први вијек нове ере).

## Тумачење
Новац који прави корист је "добар" новац.